# Адорасьон

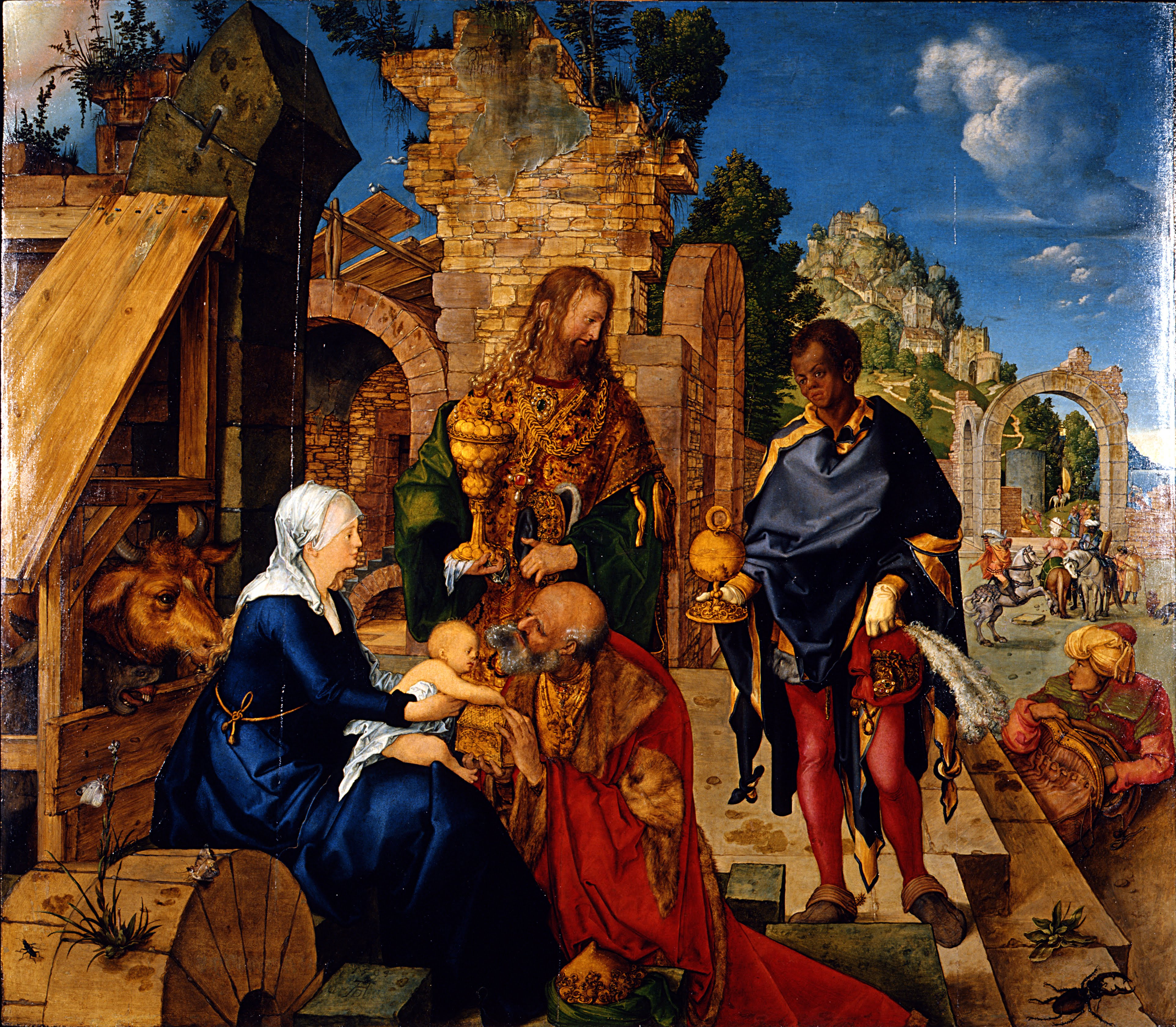

Адорасьо́н (исп. Adoración) — имя собственное латинского происхождения. Связано с евангельским рассказом о поклонении волхвов, которое отмечается в литургическом календаре Католической церкви в рамках праздника Богоявления 6 января. Уменьшительно-ласкательным вариантом имени может быть имя «Дора».
| Варианты написания | Варианты написания |
| ------------------ | ------------------ |
| Испанский          | Adoración          |
| Каталонский        | Adoració           |
| Баскский           | Gurtasun           |
| Французский        | Adoration          |
| Английский         | Adoration          |
| Итальянский        | Adorazione         |
| Латинский          | Adoratio           |
| Португальский      | Adoração           |